# مركز القلعة
مركز القلعة هو مبنى يبلغ ارتفاعه 580 قدم (117م) وهو يعتبر أطول مبنى ناطحة سحاب في شارع 131. وشارع ديربورن، في شيكاغو، إلينوي 60603، وصمم من قبل المهندس المعماري الإسباني ريكادو بوفيل، ويعتبر المبنى في المرتبة الرابعة والأربعون كأطول مبنى في شيكاغو ولقد أكتمل بناؤه في عام 2003 ويتكون من 39 طابق، ويوجد في المبنى نسخة محدودة من النسر المجنح وهي واحدة من أكثر التماثيل شهرة في العالم.

## المستاجرين
- سيتا ديل
- هولندا والفارس[1]
- بيركنز كوي
- سيفارث شو[2]
- بنك تشيس
- سبروت سوشال[3]

## انظر ايضاً
- قائمة أطول المباني في شيكاغو